# Tournefortia cuspidata
Tournefortia cuspidata är en strävbladig växtart som beskrevs av Carl Sigismund Kunth. Tournefortia cuspidata ingår i släktet Tournefortia och familjen strävbladiga växter. Inga underarter finns listade i Catalogue of Life.